# Savannah Ghost Pirates
Die Savannah Ghost Pirates sind ein US-amerikanisches Eishockeyfranchise aus Savannah im US-Bundesstaat Georgia, das seit der Saison 2022/23 in der ECHL spielt. Es fungiert als Farmteam der Vegas Golden Knights aus der National Hockey League und trägt seine Heimspiele in der Enmarket Arena aus.

## Geschichte
Bereits im Januar 2021 bekam Savannah im US-Bundesstaat Georgia von der ECHL den Zuschlag für ein Expansion Team, das mit Beginn der Saison 2022/23 den Spielbetrieb aufnehmen sollte. Im Oktober 2021 wurde der Name „Ghost Pirates“ sowie die Teamfarben und das Logo veröffentlicht. Die zu diesem Zeitpunkt noch im Bau befindliche Heimspielstätte des Teams, die Enmarket Arena, wurde im Februar 2022 offiziell eröffnet. Im Mai 2022 wurden mit den Vegas Golden Knights aus der National Hockey League (NHL) bzw. den Henderson Silver Knights aus der American Hockey League (AHL) die Kooperationspartner des Franchise vorgestellt. Diesbezüglich einigten sich die Teams zunächst auf eine Kooperation von einem Jahr. Im gleichen Atemzug wurde Rick Bennett als erster Cheftrainer der Ghost Pirates vorgestellt.